# Cap Tappi
Le cap Tappi (竜飛崎, Tappi-zaki) est un cap situé à l'extrémité nord de la péninsule de Tsugaru au Japon. Le détroit de Tsugaru le sépare de l'île de Hokkaidō.